# Daddy Palmer
Ruth Dagny (Daddy) Bohlin-Palmer, född 18 november 1899 i Göteborg, död 9 september 1988 i Stockholm, var en svensk skulptör och målare.
Hon var dotter till kontraktsprosten Bernhard Bohlin och Hilda Kolmodin samt från 1923 gift med docenten Ivar Palmer. Efter att hon studerat vid olika konstskolor i Stockholm 1920–1921 reste hon till Paris där hon studerade skulptural konst för Antoine Bourdelle 1921–1922 samt målning för André Lhote 1922. Dessutom bedrev hon omfattande självstudier under resor till bland annat Italien, Österrike, Tyskland, Spanien och England. Hon medverkade i Parissalongen 1922, Föreningen Svenska Konstnärinnors utställning på Gävle stadshus 1938 och i en utställning med konst och konsthantverk på Gävle museum 1944 samt i utställningar arrangerade av Sällskapet för jämtländsk konstkultur. Hennes bildkonst består av porträtt, figurer och landskapsskildringar utförda i olja eller akvarell, som skulptör arbetade hon främst med porträttbyster och reliefer. Till hennes offentliga arbeten hör en byst över biskopen Torsten Bohlin. Palmer är representerad vid bland annat Nationalmuseum. Makarna Palmer är begravda på Tyresö kyrkogård.